# Robert Livingston (Eishockeyspieler)
Robert Cambridge Livingston (* 3. November 1908 in Lawrence, New York; † 2. April 1974 in New Canaan, Connecticut) war ein US-amerikanischer Eishockeyspieler.  

## Karriere
Robert Livingston besuchte die Princeton University, an der er 1931 seinen Abschluss machte. Während seiner Zeit in Princeton spielte er parallel für deren Eishockeymannschaft. Anschließend trat er für die Olympiamannschaft der USA an. Nach seiner Eishockeykarriere war er zwölf Jahre lang als Repräsentant für die Grace Line in Peru tätig. Während des Zweiten Weltkriegs diente er als Lieutenant Commander in der United States Navy. Nach Kriegsende wurde er Geschäftsmann.  

### International
Für die USA nahm Livingston an den Olympischen Winterspielen 1932 in Lake Placid teil, bei denen er mit seiner Mannschaft die Silbermedaille gewann. 

## Erfolge und Auszeichnungen
- 1932 Silbermedaille bei den Olympischen Winterspielen